# Dichotomius zikani
Dichotomius zikani là một loài bọ cánh cứng trong họ Bọ hung (Scarabaeidae).